# Březina (ort i Tjeckien, Mellersta Böhmen)
Březina är en ort i Tjeckien.   Den ligger i regionen Mellersta Böhmen, i den centrala delen av landet, 70 km nordost om huvudstaden Prag. Březina ligger 242 meter över havet och antalet invånare är 352.
Terrängen runt Březina är huvudsakligen platt, men österut är den kuperad.Runt Březina är det ganska glesbefolkat, med 42 invånare per kvadratkilometer. Närmaste större samhälle är Mladá Boleslav, 17,8 km sydväst om Březina. Trakten runt Březina består till största delen av jordbruksmark.